# Michail Alexandrowitsch Uljanow

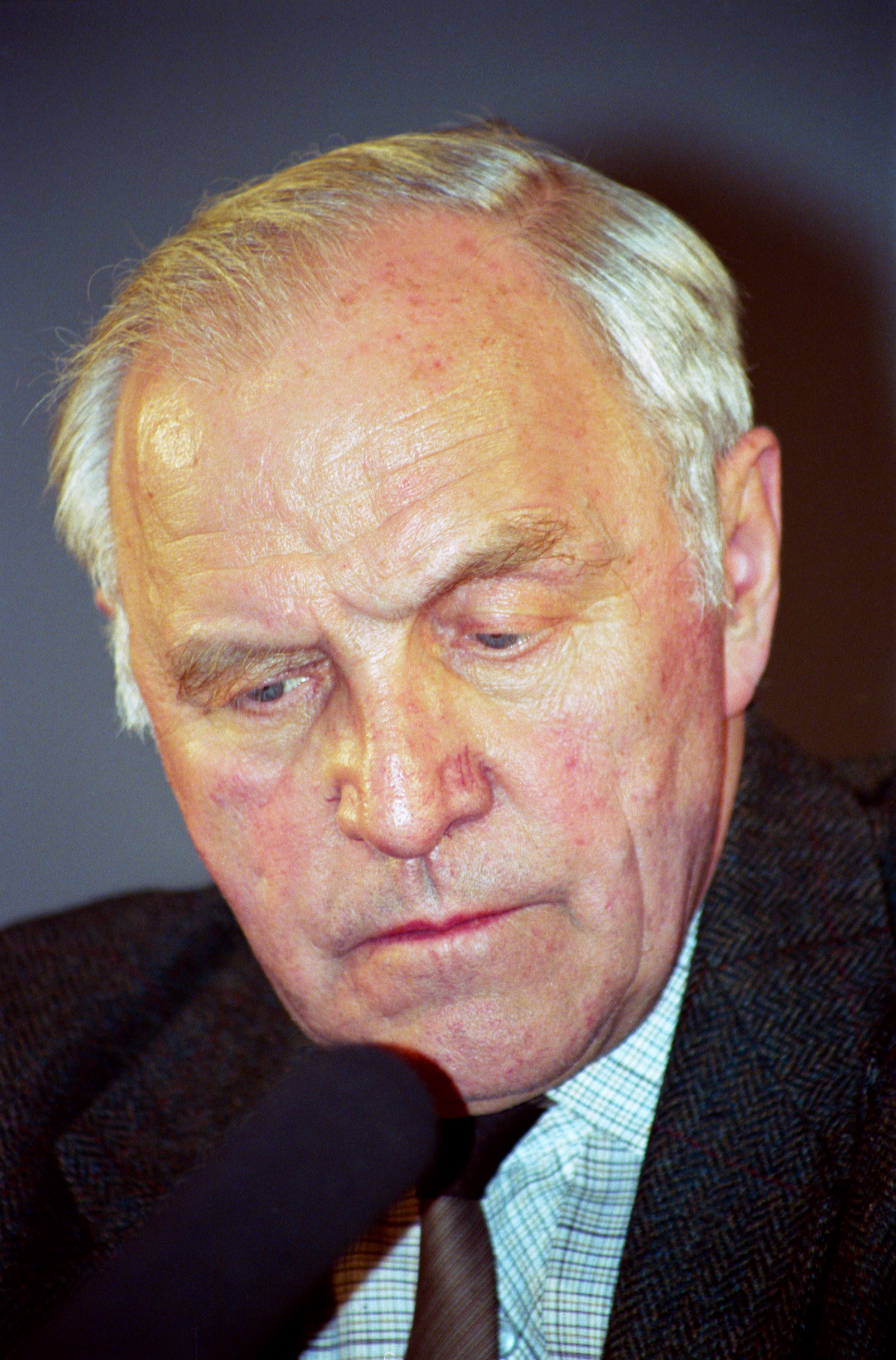
Michail Uljanow (1998)

Michail Alexandrowitsch Uljanow (russisch Михаил Александрович Ульянов, wiss. Transliteration Mihail Aleksandrovič Ul'ânov; * 20. November 1927 in Bergamak, Rajon Muromzewo, heute Oblast Omsk; † 26. März 2007 in Moskau) war ein sowjetischer bzw. russischer Schauspieler und eine der bedeutendsten Persönlichkeiten des sowjetischen Kinos und Theaters der Nachkriegszeit.

## Leben
Uljanow wurde an der Schtschukin-Theaterhochschule ausgebildet und arbeitete ab 1950 im Wachtangow-Theater in Moskau; 1987 übernahm er dessen Leitung. Sein Filmdebüt hatte er 1953 in einem Film von Julija Solnzewa. Schlacht unterwegs (1961) von Wladimir Bassow brachte ihm den Durchbruch als Filmschauspieler. Bis Mitte der 1960er Jahre wurde Uljanow zu einem Publikumsliebling in der UdSSR. Von 1965 bis 1967 war er bei der DEFA beschäftigt und trat in Günter Reischs Solange Leben in mir ist (1965) und János Veiczis Die gefrorenen Blitze (1967) auf. In mehreren Filmen der 1970er und 1980er Jahre verkörperte Uljanow historische Persönlichkeiten, wie beispielsweise Lenin in Reischs Filmen Unterwegs zu Lenin (1970) und Trotz alledem! (1972) oder etwa im sowjetisch-deutschen Weltkriegsepos Befreiung (1972) die von ihm bis in die 1980er mehrfach gespielte Rolle des Marschall Georgi Schukow.
Der Film Die Brüder Karamasow aus dem Jahr 1969, in dem Uljanow den Dmitri Karamasow spielt und den er nach dem Tod des Regisseurs Iwan Pyrjew zu Ende drehte, wurde 1970 für den Oscar-Titel des Besten fremdsprachigen Films nominiert. Weitere in Venedig und Berlin preisgekrönte Filme mit seiner Beteiligung waren Thema (1979) und Ein Privatleben (1982). 1975 veröffentlichte er das Buch Moja professija (Mein Beruf).
Zu seinen bekannten Rollen der 1990er Jahre gehörten die Darstellung von Julius Caesar in Shakespeare’s play (1990), Pontius Pilatus in Der Meister und Margarita sowie die Rolle im Film Der Woroschilow-Schütze von Stanislaw Goworuchin, wo er einen älteren Veteranen des Scharfschützenregiments spielt, der nach dem Versagen der korrupten Justiz private Rache für die Misshandlung seiner Enkelin verübt.

## Filmografie (Auswahl)
- 1957: Das Haus, in dem ich wohne (Dom, w kotorom ja schiwu)
- 1958: Du bist nicht allein (Stuchis' v lyubuyu dver)
- 1958: Die Freiwilligen (Dobrowolzy)
- 1962: Schlacht unterwegs (Bitwa w puti)
- 1964: Die Lebenden und die Toten (Schiwyje i mjortwyje)
- 1965: Solange Leben in mir ist
- 1967: Die gefrorenen Blitze
- 1969: Die Brüder Karamasow (Bratja Karamasowy)
- 1969: Befreiung (Oswoboschdenije)
- 1970: Unterwegs zu Lenin
- 1971: Anflug Alpha 1
- 1972: Trotz alledem!
- 1973: Jegor Bulytschow und andere (Jegor Bulytschow i drugije)
- 1974: Wahl des Ziels (Wybor zeli)
- 1975: Blockade (Blokada: Luschski rubesch, Pulkosski meredian)
- 1978: Rückkopplung (Obratnaja swjas)
- 1979: Das Thema (Tema)
- 1982: Wenn sich der Feind nicht ergibt (Jesli wrag ne sdajotsja...)
- 1983: Der Tag des Divisionskommandeurs (Den komandira divisii)
- 1983: Gespräch ohne Zeugen (Bez svideteley)
- 1985: Schlacht um Moskau (Bitwa sa Moskwu)
- 1989: Unser Panzerzug (Nasch bronepojesd)
- 2002: Antikiller ([Anti]killer)

## Auszeichnungen
Michail Uljanow erhielt folgende Auszeichnungen:
- Volkskünstler der RSFSR (1965)
- Leninpreis (1966)
- Volkskünstler der UdSSR (1969)
- Orden der Oktoberrevolution (1977)
- Spezialpreis bei Internationalen Filmfestspielen von Venedig (1982)
- Staatspreis der UdSSR (1983)
- Leninorden (1986)
- Held der sozialistischen Arbeit (1986)